# Alfred Reed
Alfred Reed, geboren als Alfred Friedman (New York, 25 januari 1921 – Miami, 17 september 2005), was een Amerikaans componist, die vooral door zijn werken voor harmonieorkest bekend werd.

## Levensloop
Alfred Friedman is de enige zoon van Carl en Elizabeth Friedman die, voor de Eerste Wereldoorlog, vanuit Wenen naar de VS emigreren. Zijn vader heet oorspronkelijk Carl Friedemann von Mark, maar verandert zijn naam later in Friedman. Alfred Friedman gebruikt de naam Alfred Reed lange tijd als pseudoniem, maar in 1955 wordt het zijn officiële naam.
Zijn eerste onderricht in compositie krijgt hij privé van John P. Sacco en Paul Yartin. Gedurende de Tweede Wereldoorlog speelt hij trompet in de 29th Army Air Corps Band en later in de 529th Army Air Force Band. Van 1946 tot 1948 studeert hij compositie aan de Juilliard School of Music bij Vittorio Giannini. Vanaf 1948 werkt hij bij omroepmaatschappij NBC, eerst als assistent van Morris Mamorsky, later als componist en arrangeur. In 1950 gaat hij bij de American Broadcasting Company (ABC) composities schrijven voor verschillende televisieseries en werkt hij als "Recording Director". Van 1953 tot 1955 studeert hij aan de Baylor Universiteit in Waco, Texas, die hij in 1955 met de Bachelor of Music en in 1956 met de Master of Music voltooit. Daarnaast dirigeert hij het Baylor University Orchestra en werkt hij als docent. In 1955 gaat hij voor de muziekuitgever Hansen Corporation als "Executive Editor of Instrumental and Choral Publication" werken. Gedurende deze tijd gebruikt hij voor composities ook de pseudoniemen Robert Powers en Fred Nelson. Vanaf 1966 doceert hij aan de Universiteit van Miami, Florida de vakken muziektheorie, compositie en Music Merchandising. Voor zijn inzet voor de door hem gestichte All-American Youth Honor Band wordt hij 1968 tot eredoctor van het Conservatorio nacional de Música in Lima, Peru, benoemd.
Door de bevriende componist Paul Yoder komt hij in contact met Japan. Al op zijn eerste reis is hij onder de indruk van de Japanse gastvrijheid en de populariteit van zijn composities. Dat is de basis voor een intensieve samenwerking met het wereldbekende professionele harmonieorkest Tokio Kosei Wind Orchestra waar hij vele cd-producties mee maakt. Verder was hij verbonden aan de Senzoku Garden University en het Senzoku Garden University Wind Orchestra in Japan.

## Composities

### Werk voor orkest
- 1962 Greensleeves - "What Child is This?"
- A Festival Prelude voor orkest
- American Sketches - No. 1 "Strings 'n Things"
- American Sketches - No. 2 "Fashion Show"
- American Sketches - No. 3 "Country Night"
- American Sketches - No. 4 "By the Lagoon"
- American Sketches - No. 5 "The Mechanical Doll"
- Oliver Concert Orchestra Selection
- Serenade
- Suite Concertante voor strijkers en harp

### Werken voor harmonieorkest

#### Symfonieën
- 1968 Symphony for Brass and Percussion
  1. Maestoso - Allegro non troppo
  2. Largo
  3. Con Moto
- 1979 Second Symphony for Band
  1. Lento (ma ritmico)
  2. Allegro con fuoco
  3. Molto moderato e sostenuto
- 1988 Third Symphony for Band
  1. Pesante e molto sostenuto Allegro agitado
  2. Variations on the "Porazzi" Theme of Wagner
  3. Allegro deciso
- 1992 Fourth Symphony, voor harmonieorkest
- 1994 Fifth Symphony for Band "Sakura"

#### Concerten voor instrumenten en harmonieorkest
- 1956 Ballade, voor altsaxofoon solo en harmonieorkest
- 1956 Ode for Trumpet, voor trompet en harmonieorkest
- 1957 Serenade, voor klarinet en harmonieorkest
- 1966 Rahoon, rapsodie voor klarinet solo en harmonieorkest
- 1991 Concertino, voor marimba en harmonieorkest
  1. Nocturne
  2. Scherzetto
  3. Toccata
- 1992 With Trumpets and Drums - A Northern Salut, voor trommen, trompet, zangstem en harmonieorkest
- 1997 Divertimento, voor dwarsfluit en harmonieorkest
- Concert, voor trompet en harmonieorkest
- Siciliana Notturno, voor altsaxofoon en harmonieorkest

#### Werken voor koor en harmonieorkest
- 1966 Choric Song: A Romantic Idyl, voor gemengd koor en harmonieorkest
- 1987 A Christmas Celebration of Song and Carols, voor gemengd koor en harmonieorkest
  1. Angels We Have Heard On High
  2. It Came Upon The Midnight Clear
  3. A O Comell Ye Faithful (Adeste Fideles)
  4. Silent Night
- O Little Town, gebaseerd op "O Little Town of Bethlehem" - voor gemengd koor en harmonieorkest
- O Most Wonderful, voor gemengd koor en harmonieorkest

#### Suites
- 1953 Slavonic Folk Suite, voor gemengd koor (optional) en harmonieorkest
  1. Children's Carol
  2. Cathedral Chorus
- 1958 Might and Majesty, a Biblical Suite
- 1962 A Sacred Suite
- 1976 First Suite for Band
  1. March
  2. Melody
  3. Rag
  4. Gallop
- 1978 Second Suite for Band (Latino Mexicana)
  1. Son Montuno
  2. Tango ("Sargasso Serenade")
  3. Guaracha
  4. Paso Double ("A la Corrida!")
- 1982 Third Suite for Band (Scenes De Ballet)
  1. Fanfare and Intrada
  2. Pas de deux
  3. Polka excentrique
  4. Danse generale
- 1984 A little Concert-Suite
  1. Intrada
  2. Siciliana
  3. Scherzo
  4. Gigue
- 1992-1993 Fourth Suite for Band - City of Music
  1. Intrada
  2. Arie
  3. Marsch
- 1995 Fifth Suite for Band (International Dances)
  1. Hoe Down (America)
  2. Sarabande (France)
  3. Yamabushi Kagura (Japan)
  4. Hora (Israel and Roumania)
- 1997 Sixth Suite for Band
  1. March Miniature
  2. Summer Stroll
  3. Halloween Hobgoblin
  4. Awa Odori(Japanese Dance)
- 2000 Children's Suite, for Solo Alto-Saxophone and Band or Wind Ensemble
  1. Kiyoko's Lullaby
  2. Kiyoko's Playtime
- 2003 Seventh Suite for Band A Century of Flight
  1. prologue: Look to the Skies!
  2. Intermezzo: The Winds and Waves of Wajima
  3. March: To Fly With the Wings of Eagles

#### Preludes
- 1953 Chorale Prelude in e minor
- 1957 A Festival Prelude, voor harmonieorkest
- 1963 A Symphonic Prelude on "Black is the Color of My True Love's Hair'"
- 1978 Prelude and Capriccio

#### Ouvertures
- 1955 Lumberjack Overture
- 1964 A Festive Overture, voor harmonieorkest
- 1968 The Music-Makers, concert overture
- 1970 A Jubilant Overture, voor harmonieorkest
- 1974 Punchinello, Overture
- 1981 The Hounds of Spring, a Concert Overture
- 1984 Viva Musica, concert ouverture
- 1987 Golden Jubilee, concert ouverture
- 1991 Curtain Up! (A Theater Overture for Winds)
- 1991 A Springtime Celebration, ouverture
- 1993 Evolutions, concert ouverture
- 1999 Millennium III Concert Overture
- Festive Overture
- Jubilant Overture

#### Andere werken voor harmonieorkest
- 1944 rev.1947/1968 Russian Christmas Music, voor harmonieorkest
- 1956 The Crowning Glory, processie mars
- 1958/1959-1965 Music Man
  1. The Wells Fargo Wagon
  2. Till There Was You
  3. Seventy-Six Trombones
- 1962 rev.1986 Greensleeves, fantasie voor harmonieorkest
- 1962 Seascape, A Dramatic Intermezzo, voor eufonium en harmonieorkest
- 1963 Ceremony of Flourishes
- 1964 A Song of Threnos
- 1966 Poetry and Power
- 1967 War March and Battle Hymn of the Vikings - A Nordic Trilogy
- 1968 Intrada Drammatica
- 1968 Passacaglia
- 1968 Wapawekka - White Sands, symfonische rapsodie op Canadese Indiaanse thema's
- 1970 The Pledge of Allegiance, voor harmonieorkest
- 1971 A Ceremonial Fanfare
- 1972 A Northern Legend
- 1972 Armenian Dances (Part I) inspired by a collection of Folk Songs collected by Gomidas Vartabed (1869-1935)
- 1972 Imperatrix, concert ouverture
- 1972 In Memoriam, an Elegy for the Fallen
- 1973 Alleluia! Laudamus Te (A Celebration Hymn), voor harmonieorkest en orgel
- 1973 Music for "HAMLET"
- 1974 A Nothern Nocturne
- 1974 Testament of an American
- 1977 Armenian Dances (Part II), voor harmonieorkest
- 1977 Othello, een symfonisch portret voor harmonieorkest in vijf scènes (naar William Shakespeare)
  1. Prelude (Venice) - The tyrant custom hath made the flinty and steel couch of war my thrice-driven bed.
  2. Aubade (Cyprus) - Good Morning, General
  3. Othello and Desdemona - She loved me for the dangers I had passed, and I loved her that she did pity them.
  4. Entrance of the Court - Behold, the Lion of Venice!
  5. The Death of Desdemona; Epilogue - I kissed thee ere I killed thee: no way but this....
- 1980 The Tempest: The Enchanted Island
- 1981 Acalarado, for Marching Band
- 1981 Rushmore
- 1982 A Christmas Intrada
- 1982 The Garden of Proserpine, Symphonic Pastorale
- 1983 Queenstown
- 1983 Three Revelations from the Lotus Sutra
  1. Awakening: To awaken in the Light of the Universe
  2. To contemplate the Depths of the Soul
  3. To rejoice in the Beauty of Peace
- 1984 Pro Texana Concert-March
- 1984-1985 El Camino Real - A Latin Fantasy, voor harmonieorkest
- 1985 Song of the High Cascade
- 1986 Centennial! A Celebretion Hymn
- 1986 Danza Caribe
- 1986 Second Century
- 1988 Praise Jerusalem! Variations on an Armenian Easter Hymn
- 1988 Eventide, a Song of Sunset, voor harmonieorkest
- 1989 A Celebration Fanfare
- 1989 Salutations! Fanfares and Intrada
- 1990 March Gorden Eagle
- 1990 Mr. Music, mars
- 1991 Hymn Variants - gebaseerd op "Laßt uns erfreuen!" (1623)
- 1995 Ramparts of Courage
- 1995 The King of Love My Shepherd Is
- 1996 Tarantella
- 1997 Two Bagatelles for Concert Band
- 1998 rev.2001 Joyeux Noël
- 1998 Prism
- 1998 The Golden Years
- 1999 Canto e Camdombe
- 1999 Sumus Futuro
- 2000 Acclamation! A Global Greeting for Winds
- 2000 Giligia (A Song of Remembrance)
- 2000 Music in the Air!
- 2002 Exhortation and Praise
- 2003 Rosalind in the Forest of Arden
- Big East March
- East and West - The Kohoku New Town March
- In Dulci Jubilo
- Jidai - Year of Years!
- Millennium
- Pulcinella
- Serenade
- Silver Shadow (Concert March)
- The Big East March
- The Ramparts of Courage
- Twelfth Night, A Musical Masque after William Shakespeare
  1. Prelude: Illyria
  2. Viola and Orsino
  3. The Merry Conspirators
  4. Malvolio's Lament in “Prison”
  5. V A Double Wedding, and All's Well!
- Two Bagatelles
- Victory! (Concert March for Winds)

### Werken voor koor en orkest
- All Hall to the Days, Christian Madrigal for harp, piano or guitar in score, strings, mixed choir
- The Pledge of Allegiance for mixed choir and orchestra

### Kamermuziek
- 1983 Two Bagatelles for Trombone quartet
- A Christmas Suite for Brass-Ensemble
- Concertino voor hobo solo en piano
- Double Wind Quintet
- "French" Suite voor vier hoorns
- Havana Moon for Clarinet Choir (3 bb, Alto, Bass, CBass), Percussion, Strings Bass
- Pastorale for Clarinet and Piano
- Scherzo Fantastique for Bass, Contrabass Clarinet, Contrabass, Piano, Woodwinds
- Siciliana Notturno for Solo Alto-Saxophone, Piano, Saxophone, Voice, Woodwinds
- Suite Concertante for 4 Violoncello and Contrabass
- Trilogue, Scherzo for Double Bass, Vibraphone, Marimba

- Biblioteca Nacional de España: XX1084396
- Bibliothèque nationale de France: cb13925237n (data)
- CiNii: DA12448986
- Gemeinsame Normdatei: 121937380
- International Standard Name Identifier: 0000 0001 0861 7433
- Library of Congress Control Number: n82235514
- MusicBrainz: 6f8df01f-cfca-416e-8735-79cf4e67760e
- Bibliotheek van het Japanse parlement: 00556048
- Nationale bibliotheek van Australië: 36045423
- Nationale Bibliotheek van Israël: 987007350589505171
- Nederlandse Thesaurus van Auteursnamen: 074289004
- LIBRIS: 261322
- SNAC: w6tz65c6
- Système universitaire de documentation: 090939654
- Trove: 1200013
- Virtual International Authority File: 198631
- WorldCat: E39PBJrwQqpjdFVrtFkFyqgYfq